# Michael Schur

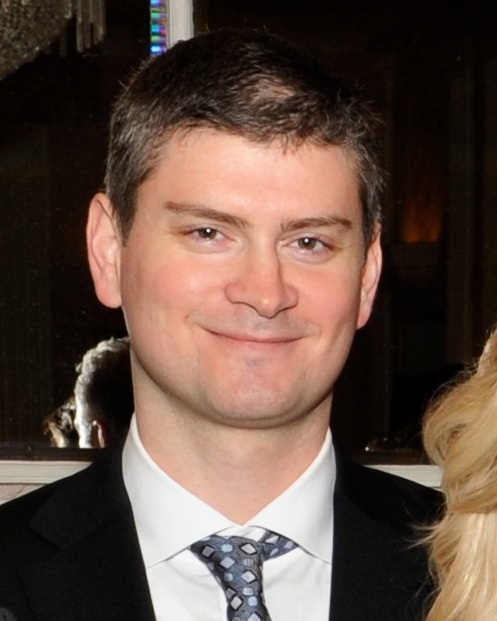
Michael Schur (2012)

Michael Herbert Schur (* 29. Oktober 1975 in West Hartford, Connecticut) ist ein US-amerikanischer Drehbuchautor, Fernsehproduzent, Fernsehregisseur und Schauspieler, bekannt für seine Arbeiten an den fünf NBC-Comedyserien Saturday Night Live, The Office, Parks and Recreation, Brooklyn Nine-Nine und The Good Place, sowie Undercover im Seniorenheim.

## Leben
Michael Schur wurde im Oktober 1975 als Sohn von Anne Herbert und Warren M. Schur in West Hartford im US-Bundesstaat Connecticut geboren. Nach seiner eigenen Aussage interessierte ihn das Comedygenre bereits mit elf Jahren, als er Woody Allens Ohne Leit kein Freud, eine Sammlung von Kurzgeschichten aus dem Jahr 1975, las. Er besuchte die Hall High School in Connecticut und schloss 1997 die Harvard University ab, wo er Mitglied bei den Phi Beta Kappa und auch Redakteur der Zeitschrift Harvard Lampoon war. Kurz nach seinem Abschluss wurde er von NBC für die Comedyserie Saturday Night Live als Drehbuchautor engagiert. Dort arbeitete er bis 2004 und war Teil des Autorenteams bei 139 Episoden. Zudem fungierte er zwischen 2002 und 2004 auch als Produzent. Für seine Arbeit an der Comedy-Show konnte er 2002 zusammen mit dem Autorenteam einen Emmy in der Kategorie Outstanding Writing for a Variety, Music or Comedy Program gewinnen und wurde darüber hinaus für zwei weitere Emmys und drei Writers Guild of America Awards nominiert. 2005 stieß er als Koproduzent zur HBO-Serie The Comeback, welche jedoch nach einer Staffel wieder eingestellt wurde. Kurze Zeit später kam er wieder zum Sender NBC, der ihn für seine neue Comedyserie The Office, eine Adaption der britischen Serie The Office, engagiert hatte. Dort arbeitete er bis 2008 als Produzent und auch als Drehbuchautor, wofür er einen Emmy und zwei Writers Guild of America Awards gewinnen konnte. In der Serie hatte er auch bis 2011 neun Gastauftritte als Dwight Schrutes (Rainn Wilson) Cousin Mose. 2006 schrieb er auch zusammen mit Paul Lieberstein alle zehn Drehbücher zur Webserie The Office: The Accountants, wofür sie beide einen Daytime Emmy Award in der Kategorie Outstanding Broadband Program – Comedy gewannen. Ein Jahr später hatte er dann noch einen Gastauftritt in der Fox-Jugendserie O.C., California.
Im April 2008 begannen Greg Daniels und Schur, ein Spin-off zu The Office auszuarbeiten. Nach einigen Monaten der Überlegung kamen sie jedoch zu dem Schluss, anstatt eines Spin-offs doch lieber eine eigenständige Serie zu machen. So erdachten die beiden die Serie Parks and Recreation, welche eigentlich Public Service genannt werden sollte, die im April 2009 bei NBC startete. Die beiden fungieren dort auch als Produzenten, Executive Producer und gelegentlich auch als Fernsehregisseure. Im Frühjahr 2013 erdachte Schur zusammen mit Daniel Goor die Comedyserie Brooklyn Nine-Nine, die am 17. September 2013 bei Fox Premiere hatte.
Im Oktober 2005 heiratete er die Drehbuchautorin J. J. Philbin, mit der er einen Sohn und eine Tochter hat.

## Filmografie (Auswahl)
| Als Drehbuchautor - 1997–2004: Saturday Night Live (Fernsehserie, 139 Episoden) - 2005–2007: The Office (Fernsehserie, zehn Episoden) - 2006: The Office: The Accountants (Webserie, zehn Episoden) - 2009–2015: Parks and Recreation (Fernsehserie) - 2013–2021: Brooklyn Nine-Nine (Fernsehserie) - 2016: Black Mirror (Fernsehserie, Episode 3x01) - 2016–2020: The Good Place (Fernsehserie) Als Produzent - 2002–2004: Saturday Night Live (Fernsehserie, 40 Episoden) - 2005: The Comeback (Fernsehserie, zwölf Episoden) - 2005–2008: The Office (Fernsehserie, 71 Episoden) - 2009–2015: Parks and Recreation (Fernsehserie) - 2013–2021: Brooklyn Nine-Nine (Fernsehserie) | Als Schauspieler - 2006–2011: The Office (Fernsehserie, neun Episoden) - 2007: O.C., California (The O.C., Fernsehserie, Episode 4x13) Als Fernsehregisseur - 2009–2015: Parks and Recreation (Fernsehserie) |

## Auszeichnungen und Nominierungen
| Jahr | Auszeichnung                   | Für                         | Kategorie                                                  | Resultat  |
| ---- | ------------------------------ | --------------------------- | ---------------------------------------------------------- | --------- |
| 2001 | Emmy                           | Saturday Night Live         | Outstanding Writing for a Variety, Music or Comedy Program | Nominiert |
| 2001 | Writers Guild of America Award | Saturday Night Live         | Comedy/Variety (Including Talk) – Series                   | Nominiert |
| 2002 | Writers Guild of America Award | Saturday Night Live         | Comedy/Variety (Including Talk) – Series                   | Nominiert |
| 2002 | Emmy                           | Saturday Night Live         | Outstanding Writing for a Variety, Music or Comedy Program | Gewonnen  |
| 2003 | Emmy                           | Saturday Night Live         | Outstanding Writing for a Variety, Music or Comedy Program | Nominiert |
| 2003 | Writers Guild of America Award | Saturday Night Live         | Comedy/Variety (Including Talk) – Series                   | Nominiert |
| 2006 | Writers Guild of America Award | The Office                  | New Series                                                 | Nominiert |
| 2006 | Writers Guild of America Award | The Office                  | Comedy Series                                              | Nominiert |
| 2006 | Emmy                           | The Office                  | Outstanding Writing for a Comedy Series                    | Nominiert |
| 2006 | Emmy                           | The Office                  | Outstanding Comedy Series                                  | Gewonnen  |
| 2007 | Emmy                           | The Office                  | Outstanding Comedy Series                                  | Nominiert |
| 2007 | Emmy                           | The Office                  | Outstanding Writing for a Comedy Series                    | Nominiert |
| 2007 | Daytime Emmy Award             | The Office: The Accountants | Outstanding Broadband Program – Comedy                     | Gewonnen  |
| 2007 | Writers Guild of America Award | The Office                  | Comedy Series                                              | Gewonnen  |
| 2008 | Writers Guild of America Award | The Office                  | Comedy Series                                              | Nominiert |
| 2008 | Writers Guild of America Award | The Office                  | Episodic Comedy                                            | Gewonnen  |
| 2008 | Emmy                           | The Office                  | Outstanding Comedy Series                                  | Nominiert |
| 2009 | Writers Guild of America Award | The Office                  | Comedy Series                                              | Nominiert |
| 2010 | Writers Guild of America Award | The Office                  | Comedy Series                                              | Nominiert |
| 2011 | Emmy                           | Parks and Recreation        | Outstanding Comedy Series                                  | Nominiert |
| 2012 | Writers Guild of America Award | Parks and Recreation        | Comedy Series                                              | Nominiert |

## Werke
- How to be Perfect: The Correct Answer to Every Moral Question. Quercus, London 2022, ISBN 978-1-5294-2133-0.